# Дэвис, Майкл (католический публицист)
Майкл Трехарн Дэвис (англ. Michael Treharne Davies, 1936—2004) — британский педагог, публицист, выступавший с позиций католического традиционализма. В 1995—2003 годах президент Международной федерации Una Voce.
Главным трудом Дэвиса стала трилогия «Литургическая революция» из книг «Богослужебный чин Кранмера», «Собор Папы Иоанна» и «Новая Месса Папы Павла». Эти работы критически исследовали реформы Второго Ватиканского Собора, и показали их отрицательное воздействие на Церковь.